# Christian August von Berkentin

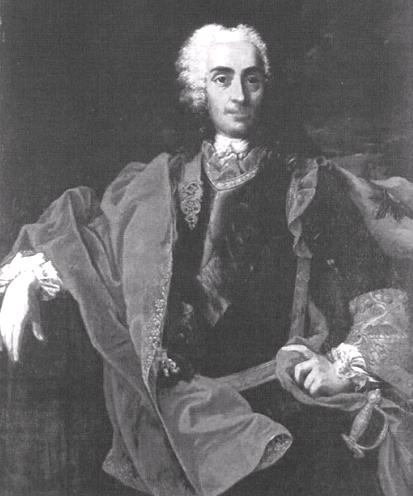
Graf Christian August von Berkentin

Christian August Graf von Berkentin, auch Berckentin (* 8. Dezember 1694 in Dassow; † 2. Juli 1758 in Kopenhagen) war ein dänischer Diplomat und Geheimer Staatsrat.

## Leben und Wirken

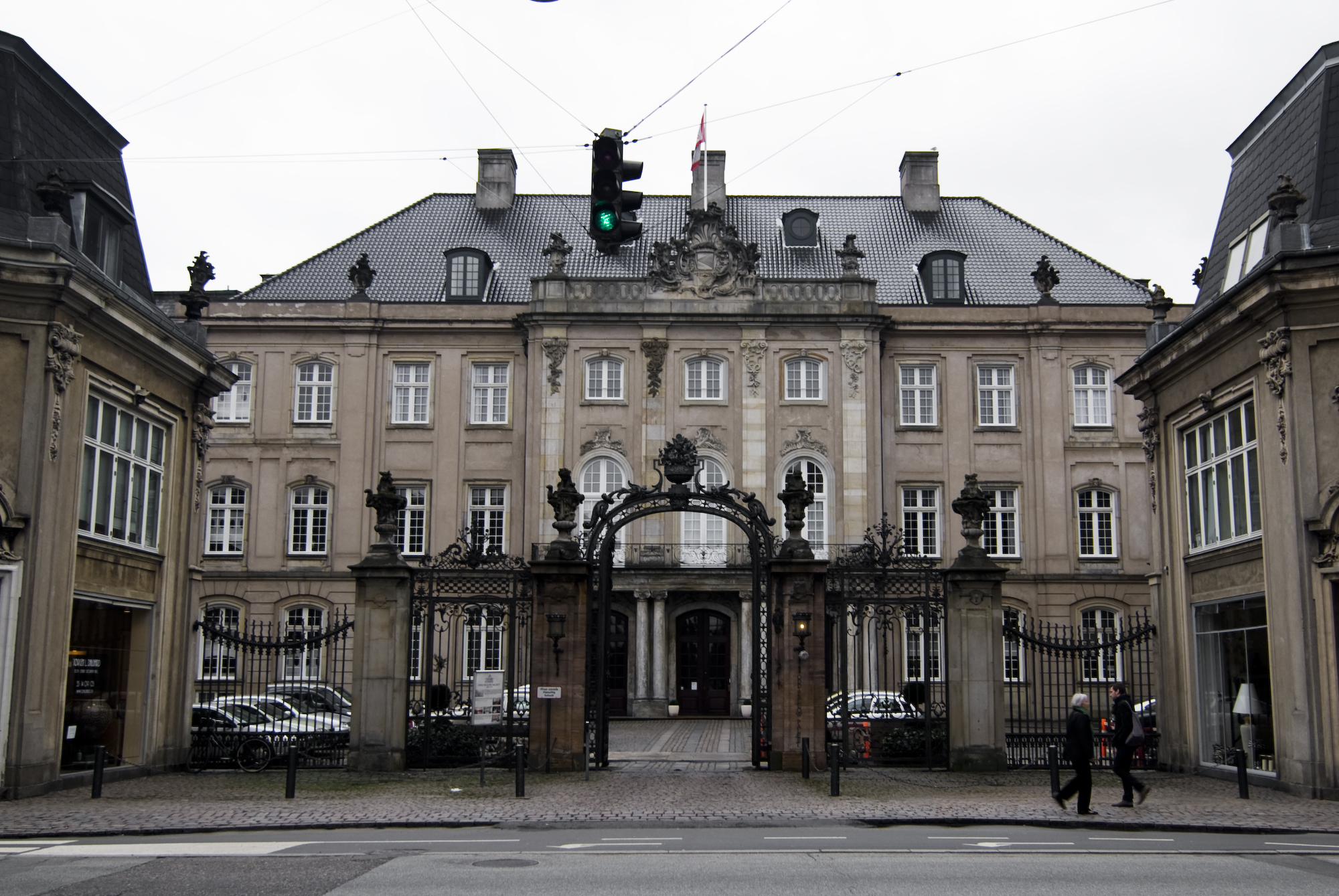
Berkentinsches Palais, Kopenhagen

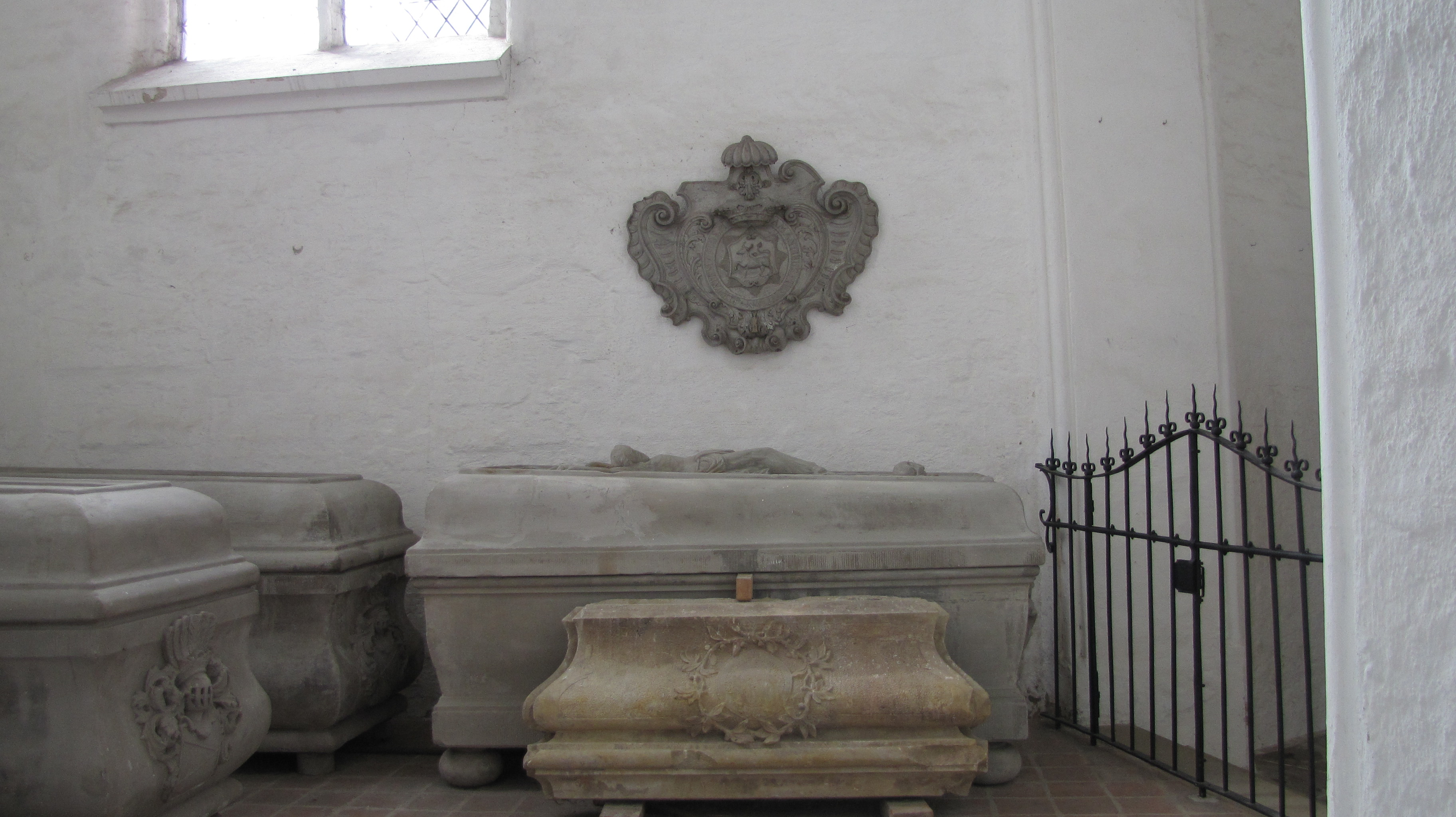
Särge der Familie Ber(c)kentin im Dom zu Lübeck

Berkentin entstammte der mecklenburgischen landadeligen Familie Berkentin/Parkentin, die seit dem Mittelalter im Klützer Winkel ansässig war. Sein gleichnamiger Vater (1666–1734) war schleswig-holsteinischer Geheimrat und Erbherr auf Dassow, Lütgenhof, Prieschendorf, Kaltenhof (heute sämtlich Ortsteile von Dassow) und Schmachthagen (heute Ortsteil von Mallentin).
Als 16-Jähriger immatrikulierte er sich 1710 an der Universität Kiel zum Studium der Rechtswissenschaften. 1711 erhielt er eine Domherrenstelle am Lübecker Dom, die er schon 1719 wieder resignierte.  Ab 1713 ging er für drei Jahre auf eine Grand Tour nach Holland, Frankreich und Italien. 1716 kam er nach Kopenhagen an den Hof des dänischen Königs Friedrich IV. (Dänemark und Norwegen) als Kammerjunker von dessen erster Frau, Königin Louise († 1721). In der Folgezeit trat er in den diplomatischen Dienst des Königs und war 1721 Teil einer Gesandtschaft nach Stockholm.
1724 heiratete er Susanne Margaretha von Boineburg zu Honstein, die aus Hessen als Kammerjungfer der Königin nach Kopenhagen gekommen war. Dem Paar wurde 1725 eine Tochter Louise geboren, die spätere Hofdame Louise von Plessen.
18 Jahre lang diente Berkentin als dänischer Gesandter am Kaiserhof in Wien. 1740 kehrte er nach Kopenhagen zurück und wurde Geheimrat König Christians VI. Er kümmerte sich um Handel und Finanzen und wurde mit der Aufsicht über die Erziehung des Kronprinzen, des späteren Königs Christian VII., betraut.
1751 bis 1755 ließ er sich in Kopenhagen durch Nicolai Eigtved und Johann Gottfried Rosenberg ein Stadtpalais, das Berckentinske Palæet, errichten. Seine Tochter Louise verkaufte es an Heinrich Carl von Schimmelmann; heute gehört es den Odd Fellows. Außerdem besaß Berkentin in Dänemark die Güter Kokkedal und Hørsholm, die er 1746 von Königin Sophie Magdalene erhalten hatte.
Die Güter rund um Dassow verkaufte Christian August von Berkentin zu Lebzeiten (1746) an Friedrich von Eyben und beendete damit 400 Jahre Familiengeschichte in Mecklenburg.
Nach seinem Tode wurde Berkentin in der von seinem Vater erworbenen Grabkapelle im Lübecker Dom unter dem Nordturm beigesetzt. Seit den Zerstörungen durch den Luftangriff auf Lübeck am 29. März 1942 befindet sich sein Sandsteinsarkophag zusammen mit denen seiner Familie in einer südöstlichen Chorumgangskapelle des Doms.
Seine Münzsammlung wurde nach seinem Tod versteigert; der Katalog der Auktion ist überliefert.

## Auszeichnungen
- 1727: Titel Konferenzrat
- 1730: Ritter des Dannebrog-Ordens
- 1731: Titel Kammerherr
- 1741: Ordre de l’union parfaite
- 1747: Elefanten-Orden
- 1750: Erhebung in den dänischen Grafenstand

## Werke
- Dissertatio Juridica De Solennitatibus In Genere, Earum Natura, Jure, Usu Et Abusu / Qvam … Præses Franc. Ernest. Vogt, Schaumburgo-Westphalus, Et Respondens Christianus Augustus de Berckenthin, Eques Megapolitanus, Ad Diem [] Junii. An. M DCC XII. In Auditorio JCtorum, … Barthold Reuther, Kiel 1712 (Kiel, Univ., Jur. Diss., 1712)

## Nachlasskataloge
- Bibliothek Berckentiniana sive Index librorum bibliothecae ...: Christiani Augusti comitis de Berckentin … qvi publica auctione diuendentur Hauniae … 22. Octobr. et seqq. anno 1759. Kopenhagen 1759
- Verzeichniss einer Sammlung von Müntzen und Medaillen, die Chr. Aug., Graf v. Berckentin hinterlassen … [22/10 1759]